# Justin Vaïsse
Pour les articles homonymes, voir Vaïsse.
 (mai 2015).
Si vous disposez d'ouvrages ou d'articles de référence ou si vous connaissez des sites web de qualité traitant du thème abordé ici, merci de compléter l'article en donnant les références utiles à sa vérifiabilité et en les liant à la section « Notes et références ».
Justin Vaïsse né le 26 juin 1973 à Reims (Marne), est un historien français.
Fondateur et directeur général du Forum de Paris sur la Paix, il a été directeur du Centre d'analyse, de prévision et de stratégie (CAPS) du ministère de l'Europe et des Affaires étrangères de 2013 à 2019.

## Biographie
Ancien élève de l'École normale supérieure de Fontenay Saint-Cloud (1993 L) et de l'Institut d'études politiques de Paris (section Service Public, 1998 et DEA d'histoire du XXe siècle), agrégé d'histoire (1996), docteur en histoire (2005), habilité à diriger des recherches (2011), Justin Vaïsse a enseigné à Sciences Po (Paris School of International Affairs), à l'ENA, à l'Université de Paris III et à l'université Johns-Hopkins (SAIS, Paul H. Nitze School of Advanced International Studies, Washington).
Ses recherches ont pour thèmes la politique étrangère américaine, les relations internationales, les relations transatlantiques et franco-américaines, et aussi l'islam en France. Elles explorent notamment les liens entre idées et politique, particulièrement la politique étrangère, à travers l’étude d’une revue (le magazine américain Foreign Policy), d’un courant de pensée (le néoconservatisme américain) ou d’une biographie intellectuelle (Zbigniew Brzezinski).
Son livre sur le néoconservatisme américain, paru en anglais sous le titre Neoconservatism. The Biography of a Movement (Harvard University Press, 2010), est considéré comme « une lecture essentielle pour quiconque souhaite déchiffrer les contours de notre histoire politique récente » selon la critique du New York Times.
De 2007 à 2013, il est Senior Fellow puis Director of Research au Center on the US and Europe de la Brookings Institution à Washington, le think tank américain le plus influent. À ce poste, il a notamment initié plusieurs projets, comme le European Foreign Policy Scorecard, projet d'évaluation des performances européennes sur la scène diplomatique mondiale et de la capacité à projeter son influence, en coopération avec le think tank ECFR.
En mars 2013, le ministre des Affaires étrangères Laurent Fabius le choisit pour diriger le Centre d'analyse, de prévision et de stratégie (CAPS), la nouvelle incarnation du Centre d'Analyse et de Prévision créé par Michel Jobert en 1973, et que le ministre souhaite orienter davantage vers la recommandation politique. Le CAPS a vocation à couvrir l'ensemble des sujets dont s'occupe la diplomatie française ; il a la double mission d'assurer l'interface avec le monde de la recherche sur les questions internationales et de servir aussi bien de centre d'analyse et de conseil stratégique que de « poil à gratter » pour le ministre et le ministère des Affaires étrangères, avec une attention particulière portée sur l'anticipation et la prospective. Il est en cela l'équivalent du Policy Planning Staff américain.
Sa biographie de Zbigniew Brzeziński (2016) est remarquée,.
Membre d’un groupe d’experts extérieurs qui conseillent la campagne d’Emmanuel Macron en 2016-2017, Justin Vaïsse propose au président de la République la création d’un événement annuel sur le multilatéralisme et la régulation de la mondialisation au cours de l’été 2017. Ce dernier l’encourage et apporte son appui au projet. La première édition a lieu du 11 au 13 novembre 2018, à l’occasion du centenaire de la Première Guerre mondiale.
Depuis 2018, le Forum de Paris sur la paix est le lieu où les chefs d'État et les organisations internationales travaillent avec la société civile et le secteur privé à construire de nouvelles formes d'action collective. Ses deux premières éditions ont réuni plus de cent chefs d’États et de gouvernement, des centaines de PDG, d’ONG, de leaders d’opinion et de représentants de la société civile, et plus de 10 000 participants. Du 11 au 13 novembre 2020, sa troisième édition sera principalement consacrée à la réponse multi-acteurs à la pandémie de la covid-19, avec la conviction que nous pouvons collectivement surmonter les énormes défis qui nous attendent et utiliser cette crise sanitaire comme une opportunité pour reconstruire un monde meilleur et plus durable.
Il est le fils de l'historien Maurice Vaïsse et le petit-fils de l'homme politique et résistant Pierre de Chevigny.

## Publications
- « Le passé d'un oxymore. Le débat français de politique étrangère » in Esprit (revue), novembre 2017, n°439.
- Zbigniew Brzezinski. Stratège de l’empire, Odile Jacob, 2016  (ISBN 978-2-7381-3342-7). Trad.: Harvard University Press, 2018, 505 p., 28 cm.  (ISBN 978-0-674-97563-7),  (ISBN 0-674-97563-4)
- La diplomatie au défi des religions : tensions, guerres, médiations, colloque sous la dir. de Denis Lacorne, Justin Vaïsse, Jean-Paul Willaime. Odile Jacob 2013, 364 p., 24 cm.,  (ISBN 978-2-7381-3190-4)
- L'Amérique d'Obama. 2 avec Béatrice Giblin, Jean-Loup Samaan, et al. La Découverte, 2013, 193 p., 20 cm.  (ISBN 978-2-7071-7652-3) (revue Hérodote, n°149, Table des matières) [après L'Amérique d'Obama, revue Hérodote, n°132  (ISBN 978-2-7071-5738-6)]
- Barack Obama et sa politique étrangère, Odile Jacob, 2012  (ISBN 978-2-7381-2837-9)
- (en) Neoconservatism. The Biography of a Movement, Harvard University Press, 2010
- Histoire du néoconservatisme aux États-Unis, Odile Jacob, 2008  (ISBN 978-2-7381-2148-6)
- Intégrer L'Islam - la France et ses musulmans : enjeux et réussites, en collaboration avec Jonathan Laurence, Odile Jacob, 2007  (ISBN 978-2-7381-1900-1)
- (en) Integrating Islam. Political and Religious Challenges in Contemporary France, en collaboration avec Jonathan Laurence, Brookings Press, 2006, 342 p., 23 cm.  (ISBN 0-8157-5150-8)  (ISBN 0-8157-5151-6)  (ISBN 978-0-8157-5150-2)  (ISBN 978-0-8157-5151-9)
- États-Unis: le temps de la diplomatie transformationnelle, Cahier de Chaillot, no 95, décembre 2006 [1].
- La Politique étrangère des États-Unis : fondements, acteurs, formulation, en collaboration avec Charles-Philippe David et Louis Balthazar, (Presses de Sciences-Po, 2003; nouvelle édition 2008)
- Washington et le monde : dilemmes d'une superpuissance, en collaboration avec Pierre Hassner, (CERI - Autrement, 2003)
- L'Empire du milieu - les États-Unis et le monde depuis la fin de la guerre froide, en collaboration avec Pierre Mélandri, Odile Jacob, 2001, prix France-États-Unis 2001.
- La Démocratie au XXe siècle : Europe de l'Ouest, États-Unis, 1918 – 1989, (sous la dir. de Marie-Anne Matard-Bonucci et préfacé par Serge Berstein), Atlande, Paris, 2000
- Le modèle américain, A. Colin, 1998, 95 p., 18 cm.  (ISBN 2-200-01910-6)

### Participation à d'autres ouvrages
- L'Empire américain ?, sous la dir. de Michel Wieviorka, Balland, Paris, 2004 - actes des Entretiens d'Auxerre de décembre 2003.
- Les Relations franco-américaines au XXe siècle : Colloque de l'Observatoire de la politique étrangère américaine, 24 et 25 mai 2002, sous la direction de Pierre Mélandri et de Serge Ricard, L'Harmattan, Paris, 2003
- Guerres et sociétés : États et violence après la guerre froide, sous la dir. de Pierre Hassner et Roland Marchal, Karthala, Paris, 2003
- Les Grandes Tendances du monde, sous la dir. de Thierry de Montbrial et de Philippe Moreau-Defarges, RAMSES 2003 - IFRI–Dunod, Paris, 2002
- L'Annuaire français des relations internationales 2002, vol. III, Bruylant, Bruxelles, 2002
- Ethnocentrisme et diplomatie : l'Amérique et le monde au XXe siècle, sous la direction de Pierre Mélandri et de Serge Ricard, L'Harmattan, Paris, 2001